# Vaterpolski klub Jug
Il Vaterpolski klub Jug Dubrovnik, conosciuto anche come Jug Dubrovnik, è una società pallanuotistica croata. Fondata nel 1923, come parte della società polisportiva Jug. Attualmente milita nella 1. Liga e in Regionalna Liga.

## Storia

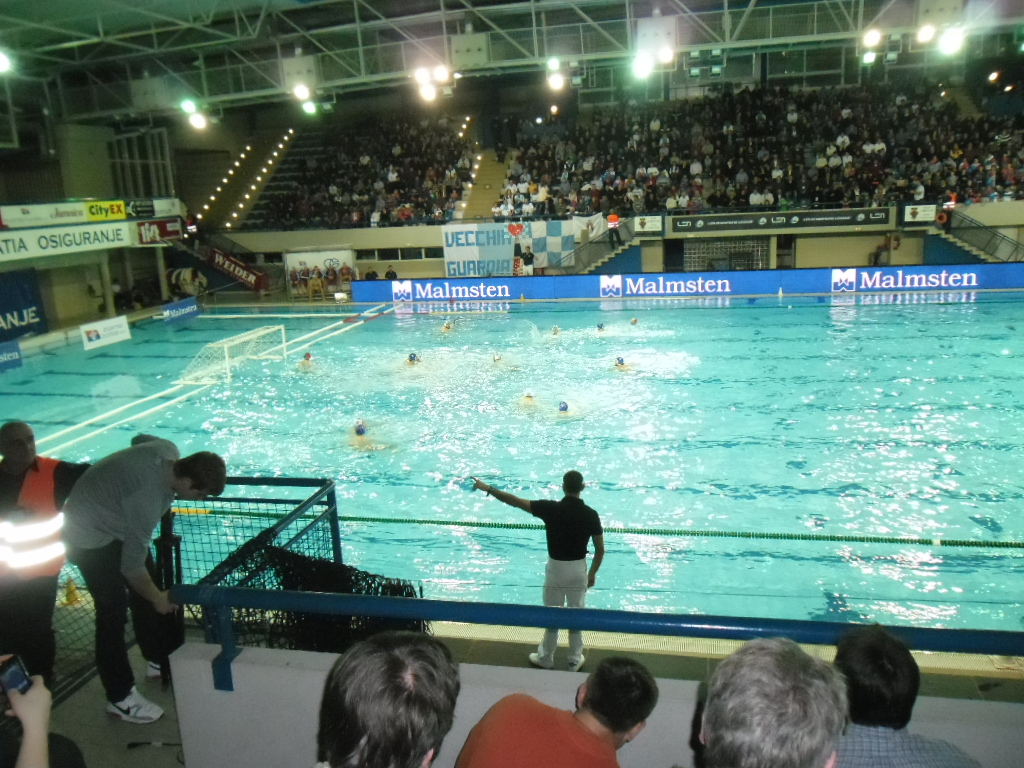
Jug - Pro Recco nel 2014

Il club è stato fondato nel 1923. Nel 1925 ha vinto il suo primo titolo di campione di Jugoslavia, il primo di una serie di tredici consecutivi fino al 1937. Inoltre, dal 1924 al 1957, il club è rimasto imbattuto in casa. Nel triennio tra il 1949 e il 1951 ritorna campione, con altri tre titoli vinti. Nei primi anni ottanta vince altri quattro campionati, due coppe di Jugoslavia, e il suo primo titolo europeo nella Eurolega nel 1981 ed arriva lo stesso anno in finale di Supercoppa Len. L'anno successivo ha sconfitto il Partizan nella finale della prima edizione della Coppa di Jugoslavia, mentre nel 1984 e 1987 è finalista in Coppa delle Coppe. Dopo l'indipendenza della Croazia, il club ha vinto la coppa nazionale nel 1994 e nel 1996, ma deve aspettare fino al 2000 per emergere come uno dei top team del decennio in campionato e affrontare i campioni degli anni novanta, la Mladost. Nel 2000, infatti, lo Jug riesce a vincere il campionato, la Coppa di Croazia e la Coppa LEN, il suo secondo titolo europeo. Nel 2001, invece, ha vinto la Champions League. Il Jug si impone nel campionato nazionale dal 2004 al 2007 ed arriva in finale di coppa nazionale dal 2002 al 2009 (perdendo solamente nel 2005). Trionfò nuovamente in Eurolega nel 2006 e nel 2015, arrivando in finale nel 2012 e nel 2016. Dal 2010 al 2021 si è classificata otto volte al secondo posto nella Lega Adriatica. Nel 2022 ha trionfato nella prima edizione della Supercoppa di Croazia, vinta ai danni del Jadran Spalato. Nel 2024 conquista la sua seconda Coppa LEN, battendo nell'atto finale i connazionali del Primorje.

## Rosa 2025-2026
| N° |                    | Ruolo | Giocatore        |
| -- | ------------------ | ----- | ---------------- |
|    | Croazia (bandiera) | P     | Niksa Brzica     |
|    | Croazia (bandiera) | P     | Toni Popadic     |
|    | Croazia (bandiera) | P     | Ivan Jurisić     |
|    | Croazia (bandiera) |       | Niko Balic       |
|    | Croazia (bandiera) |       | Luka Bjelopera   |
|    | Croazia (bandiera) |       | Vlaho Pavlic     |
|    | Croazia (bandiera) |       | Mauro Prkoca     |
|    | Croazia (bandiera) |       | Antoan Spilar    |
|    | Croazia (bandiera) |       | Hrvoje Zvono     |
|    | Croazia (bandiera) |       | Ivuša Burđelez   |
|    | Canada (bandiera)  |       | Bogdan Djerkovic |

| N° |                        | Ruolo | Giocatore       |
| -- | ---------------------- | ----- | --------------- |
|    | Croazia (bandiera)     |       | Toni Mozara     |
|    | Croazia (bandiera)     |       | Franko Lazic    |
|    | Croazia (bandiera)     |       | Maro Joković    |
|    | Croazia (bandiera)     |       | Ivan Vukojević  |
|    | Stati Uniti (bandiera) |       | Hannes Daube    |
|    | Spagna (bandiera)      |       | Sergi Cabanas   |
|    | Croazia (bandiera)     |       | Filip Krzic     |
|    | Montenegro (bandiera)  |       | Goran Grgurević |
|    | Croazia (bandiera)     |       | Marko Zuvela    |
|    | Croazia (bandiera)     |       | Andro Bušlje    |

## Palmarès

### Trofei nazionali
- Campionato jugoslavo: 22

1924-25, 1925-26, 1926-27, 1927-28, 1928-29, 1929-30, 1930-31, 1931-32, 1932-33, 1933-34, 1934-35, 1935-36, 1936-37, 1939-40, 1948-49, 1949-50, 1950-51, 1979-80, 1980-81, 1981-82, 1982-83, 1984-85
- Coppa di Jugoslavia: 2

1981, 1983
- Campionato croato: 17

1999-00, 2000-01, 2003-04, 2004-05, 2005-06, 2006-07, 2008-09, 2009-10, 2010-11, 2011-12, 2012-13, 2015-16, 2016-17, 2017-18, 2018-19, 2019-20, 2021-22
- Kup Hrvatske: 17

1994-95, 1996-97, 2000-01, 2002-03, 2003-04, 2004-05, 2006-07, 2007-08, 2008-09, 2009-10, 2015-16, 2016-17, 2017-18, 2018-19, 2022-23, 2023-24, 2024-25
- Supercoppa di Croazia: 2

2022, 2024

### Trofei internazionali
- Eurolega: 4

1980-81, 2000-01, 2005-06, 2015-16
- Supercoppa LEN: 2

2006, 2016
- Coppe LEN: 2

1999-00, 2023-24
- Lega Adriatica: 5

2008-09, 2015-16, 2016-17, 2017-18, 2022-23
- Coppa COMEN: 1

1998-99

## Giocatori celebri
- Ivo Trumbić
- Lovro Štakula
- Vladimir Ivković
- Hrvoje Kačić
- Luka Ciganović
- Sandro Sukno
- Slobodan Trifunović
- Paulo Obradović
- Nikola Janović
- Aleksandar Ivović
- Xavier García
- Felipe Perrone

- Đuro Savinović
- Luko Vezilić
- Boško Lozica
- Tomo Boras
- Veselin Đuho
- Goran Sukno
- Ognjen Kržić
- Nikša Dobud
- Maro Balić
- Neven Kovačević
- Aaron Younger
- Andrej Belofastov

- Božo Vuletić
- Andro Bušlje
- Maro Joković
- Alen Bošković
- Ivo Ivaniš
- Miho Bošković
- Mile Smodlaka
- Goran Volarević
- Ivica Dabrović
- Tamás Molnár
- Ryan Bailey
- Tony Azevedo